# U-21-Fußball-Europameisterschaft

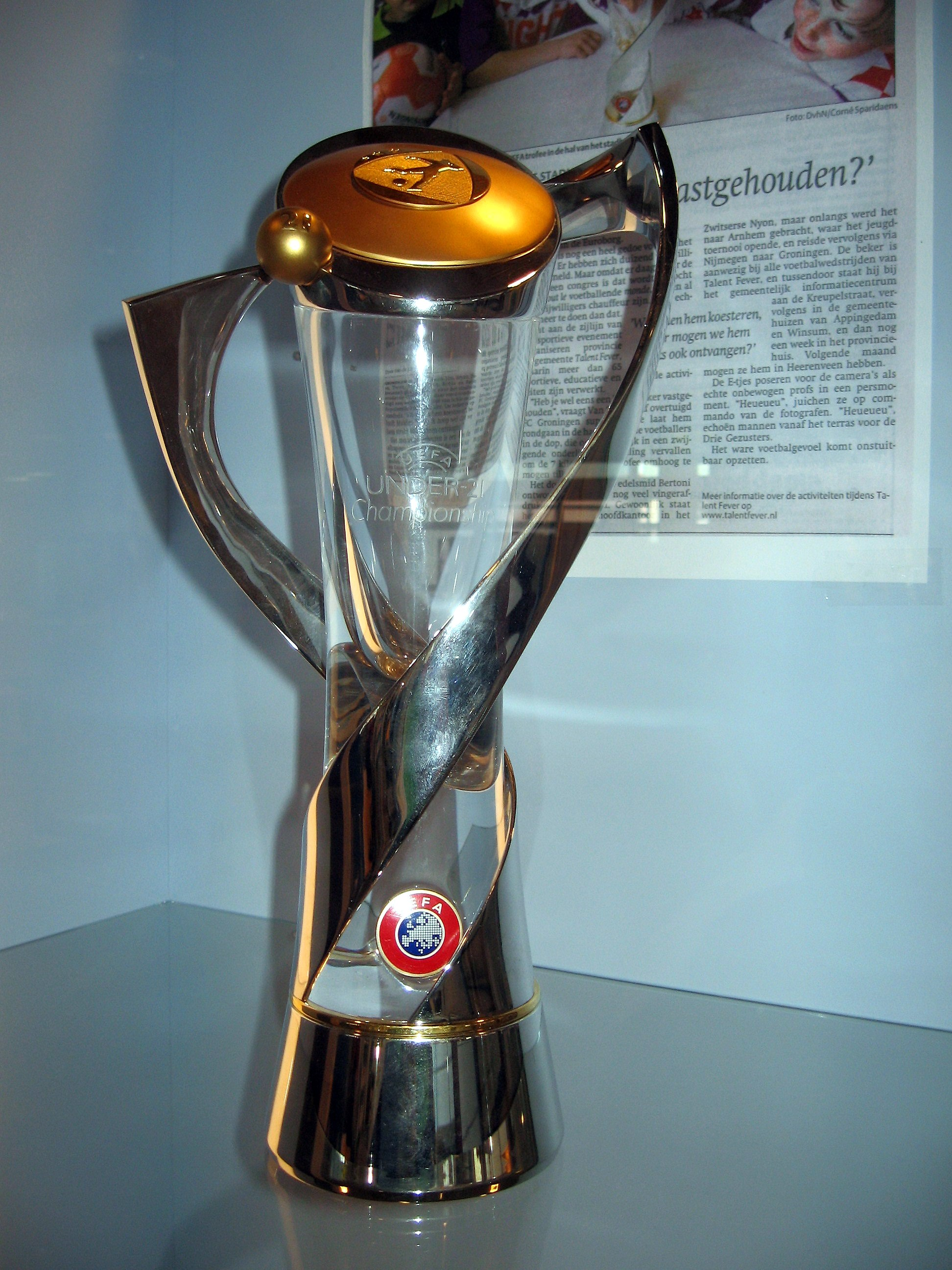
Die Trophäe für den U-21-Europameister

Die U-21-Fußball-Europameisterschaft (englisch UEFA UNDER21 Championship), kurz auch nur U-21-EM genannt, ist ein von der UEFA ausgerichtetes Turnier für Nationalmannschaften, deren Spieler bei Beginn der Qualifikation das 21. Lebensjahr noch nicht abgeschlossen haben. Da die Zeitspanne zwischen Beginn der Qualifikation und Endrunde zwei Jahre dauert, können somit bei der Endrunde auch noch bis zu 23-jährige Fußballer im Kader einer U-21-Nationalmannschaft stehen. Die U-21-Fußball-Europameisterschaft wird seit 1978 ausgetragen und ist der Nachfolgewettbewerb der U-23-Fußball-Europameisterschaft, die von 1972 bis 1976 durchgeführt wurde. Ein Turnier erstreckt sich über zwei Jahre und dient darüber hinaus alle vier Jahre als Qualifikation für den Fußballwettbewerb der Olympischen Spiele.

## Modus
Von 1972 bis 1992 wurde der gesamte Wettbewerb einschließlich des Finales in Hin- und Rückspiel ausgetragen. Die Vorrunde wurde dabei in Qualifikationsgruppen bestritten. Ab dem Viertelfinale wurde im K.-o.-System gespielt.
1994 und 1996 wurde die Vorrunde in Qualifikationsgruppen mit Hin- und Rückspiel bestritten, aus denen sich die Teilnehmer am Viertelfinale zu qualifizieren hatten. Das Viertelfinale wurde mit Hin- und Rückspiel ausgetragen. Die vier Siegermannschaften waren für die Teilnahme an der Endrunde qualifiziert. Die Endrunde (ab Halbfinale), die im K.-o.-System durchgeführt wurde, fand in einem Ausrichterland statt. 1998 fand bereits das Viertelfinale in einem Ausrichterland statt.
Von 2000 bis 2015 bestand die Qualifikation aus einer Gruppenphase und Play-offs, der eine Endrunde mit zwei Gruppen folgte. Seit 2007 steht das Austragungsland bereits vor der Qualifikation fest und somit erspart sich der Gastgeber die Qualifikation. Die besten 14 Mannschaften der Gruppenphase qualifizierten sich für die Entscheidungsspiele (Hin- und Rückspiel). Die daraus verbliebenen sieben Teams und das Gastgeberland waren für die Teilnahme an der Endrunde qualifiziert. In der Endrunde wurde zunächst mit der Gruppenphase gestartet. Jeweils vier Mannschaften bildeten dabei zwei Gruppen. Die Gruppensieger und Gruppenzweiten waren für das Halbfinale qualifiziert. Die Sieger des Halbfinales bestritten das Endspiel.
Seit der Qualifikation für die EM 2017 qualifizieren sich neben dem Gastgeber die Gruppensieger von neun Qualifikationsgruppen sowie zwei der vier besten Gruppenzweiten in Playoff-Spielen. Die nun 12 teilnehmenden Mannschaften werden in drei Gruppen gelost, aus denen sich die drei Gruppensieger sowie der beste Gruppenzweite für das Halbfinale qualifizieren, ab dem wie zuvor verfahren wird.
Seit 2021 nehmen 16 Teams an der Endrunde teil. Die Erst- und Zweitplatzierten der nun vier Gruppen qualifizieren sich für das neu geschaffene Viertelfinale.
Bei jeder zweiten Austragung ermittelt die UEFA die vier Verbände, die Europa im olympischen Fußballturnier vertreten (drei Verbände bei Olympischen Spielen in Europa).

## Erstteilnahmen der Endrunden
Bis 2011 gab es immer mindestens eine Fußballnationalmannschaft, die zum ersten Mal an einer U-21-Fußballeuropameisterschafts-Endrunde teilnahm. Die höchste Zahl der Erstteilnehmer wurde 1998 bei der Aufstockung von vier auf acht Teilnehmer erreicht. Erstmals gab es 2013 keine Erstteilnehmer. Nachfolgend eine Liste der Erstteilnehmer, jeweils mit den damals gültigen Flaggen und Namen. Serbien trat zunächst als Serbien und Montenegro an. In der Statistik der UEFA werden die Ergebnisse dieser Mannschaften zusammengefasst.
- Fett geschriebene Mannschaften wurden bei ihrer ersten Teilnahme an einer Endrunde Turniersieger.
- Kursiv geschriebene Mannschaften waren bei ihrer ersten Teilnahme an einer Endrunde Ausrichter. Bis 1992 gab es keine Endrunde in einem Land, sondern der Wettbewerb wurde bis zum Finale mit Hin- und Rückspiel ausgetragen.

| Jahr | Erstteilnehmer         | Erstteilnehmer       | Erstteilnehmer       | Erstteilnehmer       |
| ---- | ---------------------- | -------------------- | -------------------- | -------------------- |
| 1994 | Frankreich             | Italien              | Portugal             | Spanien              |
| 1996 | Schottland             |                      |                      |                      |
| 1998 | Deutschland            | Griechenland         | Niederlande          | Norwegen             |
|      | Rumänien               | Russland             | Schweden             |                      |
| 2000 | England                | Kroatien             | Slowakei             | Tschechien           |
|      | Türkei                 |                      |                      |                      |
| 2002 | Belgien                | Schweiz              |                      |                      |
| 2004 | Serbien und Montenegro | Belarus              |                      |                      |
| 2006 | Dänemark               | Ukraine              |                      |                      |
| 2007 | Israel                 | ( Serbien)           |                      |                      |
| 2009 | Finnland               |                      |                      |                      |
| 2011 | Island                 |                      |                      |                      |
| 2013 | Keine Erstteilnehmer   | Keine Erstteilnehmer | Keine Erstteilnehmer | Keine Erstteilnehmer |
| 2015 | Keine Erstteilnehmer   | Keine Erstteilnehmer | Keine Erstteilnehmer | Keine Erstteilnehmer |
| 2017 | Mazedonien             | Polen                |                      |                      |
| 2019 | Österreich             |                      |                      |                      |
| 2021 | Slowenien              |                      |                      |                      |
| 2023 | Georgien               |                      |                      |                      |
| 2025 | Keine Erstteilnehmer   | Keine Erstteilnehmer | Keine Erstteilnehmer | Keine Erstteilnehmer |

1. 1 2  Serbien wird von der UEFA als Nachfolger folgender drei Länder gewertet: 1. Jugoslawien (keine Endrundenteilnahme), 2. BR Jugoslawien (keine Endrundenteilnahme) und 3. Serbien und Montenegro (Debüt 2004). Die Ergebnisse all dieser Mannschaften werden in der UEFA-Statistik Serbien zugeordnet. Als Debüt Serbiens gilt somit das Jahr 2004. Unter eigenem Namen konnte sich Serbien erstmals 2007 für die Endrunde qualifizieren.

## Die Turniere im Überblick

### U-23-Europameisterschaft (1972–1976)
Die U-23-Europameisterschaft war Vorgänger der heutigen U-21-Europameisterschaft. Sie wurde bis 1976 dreimal ausgetragen, ehe das Turnier durch die U-21 ersetzt wurde. Die Ergebnisse und Titel der U-23 werden von der UEFA nicht mit denen der U-21 zusammengerechnet – beide Wettbewerbe gelten offiziell als getrennte Turnierhistorien.
| Griechenland | Bulgarien |

| Sowjetunion | Polen |

| Niederlande | Jugoslawien |

### U-21-Europameisterschaft (seit 1978)
Die U-21-Europameisterschaft ersetzte die frühere U-23 und wird seit 1978 von der UEFA ausgetragen. In den ersten Jahren bis 1992 wurde der Wettbewerb im reinen K.-o.-System mit Hin- und Rückspielen ausgetragen, ohne zentrale Endrunde. 1994 wurde ein neues Format eingeführt, bei dem eine Endrunde mit mehreren Teams in einem Gastgeberland stattfindet.
| England | Bulgarien |

| Jugoslawien | England |

| Schottland | Sowjetunion |

| Italien | Jugoslawien |

| Ungarn | England |

| England | Niederlande |

| Schweden | Italien |

| Dänemark | Schottland |

| Italien | Schweiz |

| Frankreich | Serbien und Montenegro |

| England | Belgien |

| Italien | Schweden |

| Norwegen | Niederlande |

| Dänemark | Deutschland |

| England | Italien |

| Frankreich | Rumänien |

| Niederlande | Spanien |

| Israel | Ukraine |

| Niederlande | Frankreich |

## Ranglisten

### Rangliste der Europameister
| Rang | Land             | Titel | Jahr(e)                      |
| ---- | ---------------- | ----- | ---------------------------- |
| 1    | Italien          | 5     | 1992, 1994, 1996, 2000, 2004 |
|      | Spanien          | 5     | 1986, 1998, 2011, 2013, 2019 |
| 3    | England          | 4     | 1982, 1984, 2023, 2025       |
| 4    | Sowjetunion      | 3     | 1976 (U23), 1980, 1990       |
|      | Deutschland      | 3     | 2009, 2017, 2021             |
| 6    | Niederlande      | 2     | 2006, 2007                   |
| 7    | Tschechoslowakei | 1     | 1972 (U23)                   |
|      | Ungarn           | 1     | 1974 (U23)                   |
|      | Jugoslawien      | 1     | 1978                         |
|      | Frankreich       | 1     | 1988                         |
|      | Tschechien       | 1     | 2002                         |
|      | Schweden         | 1     | 2015                         |

### Rangliste der Endrundenteilnahmen
Von 1972 bis 1992 wurde bis zum Finale mit Hin- und Rückspiel gespielt. Eine echte Endrunde in einem Land fand erstmals 1994 mit vier Teams statt.
Stand: 2025
| Rang | Land                   | Endrunden- Teilnahmen | Erste Endrunden- Teilnahme |
| ---- | ---------------------- | --------------------- | -------------------------- |
| 1    | Italien                | 15                    | 1994                       |
| 2    | Spanien                | 12                    | 1994                       |
|      | England                | 12                    | 2000                       |
|      | Deutschland            | 12                    | 1998                       |
| 5    | Portugal               | 10                    | 1994                       |
| 6    | Tschechien             | 9                     | 2000                       |
|      | Niederlande            | 9                     | 1998                       |
| 8    | Frankreich             | 8                     | 1994                       |
| 9    | Schweden               | 7                     | 1998                       |
|      | Dänemark               | 7                     | 2006                       |
| 11   | Serbien                | 6                     | 2007                       |
| 12   | Kroatien               | 5                     | 2000                       |
|      | Rumänien               | 5                     | 1998                       |
| 14   | Schweiz                | 4                     | 2002                       |
|      | Ukraine                | 4                     | 2006                       |
| 16   | Belgien                | 3                     | 2004                       |
|      | Russland               | 3                     | 1998                       |
|      | Belarus                | 3                     | 2004                       |
|      | Israel                 | 3                     | 2007                       |
|      | Norwegen               | 3                     | 1998                       |
|      | Polen                  | 3                     | 2017                       |
|      | Slowakei               | 3                     | 2000                       |
| 23   | Griechenland           | 2                     | 1998                       |
|      | Island                 | 2                     | 2011                       |
|      | Serbien und Montenegro | 2                     | 2004                       |
|      | Georgien               | 2                     | 2023                       |
|      | Finnland               | 2                     | 2009                       |
|      | Slowenien              | 2                     | 2021                       |
| 29   | Nordmazedonien         | 1                     | 2017                       |
|      | Österreich             | 1                     | 2019                       |
|      | Schottland             | 1                     | 1996                       |
|      | Türkei                 | 1                     | 2000                       |
|      | Ungarn                 | 1                     | 2021                       |

## Torschützenkönige / Bester Spieler
| Jahr        | Spieler                                | Tore |
| ----------- | -------------------------------------- | ---- |
| 1978        | Vahid Halilhodžić                      | 6    |
| 1980        | Ramas Schengelia                       | 3    |
| 1982        | Pierre Littbarski                      | 6    |
| 1984        | Mark Hateley                           | 6    |
| 1986        | Gianluca Vialli                        | 4    |
| 1988        | Aristidis Karasavidis                  | 5    |
| 1990        | Davor Šuker Andrij Sydelnykow          | 3    |
| 1992        | Renato Buso                            | 3    |
| 1994        | João Pinto                             | 3    |
| 1996        | Raúl                                   | 3    |
| 1998        | Steffen Iversen Nikos Liberopoulos     | 3    |
| 2000        | Andrea Pirlo                           | 3    |
| 2002        | Massimo Maccarone                      | 3    |
| 2004        | Alberto Gilardino                      | 4    |
| 2006        | Klaas-Jan Huntelaar                    | 4    |
| 2007        | Maceo Rigters                          | 4    |
| 2009        | Marcus Berg                            | 7    |
| 2011        | Adrián López                           | 5    |
| 2013        | Álvaro Morata                          | 4    |
| 2015        | Jan Kliment                            | 6    |
| 2017        | Saúl                                   | 5    |
| 2019        | Luca Waldschmidt                       | 7    |
| 2021        | Lukas Nmecha                           | 4    |
| 2023        | Sergio Gómez Abel Ruiz Heorhij Sudakow | 3    |
| 2025        | Nick Woltemade                         | 6    |
| Rekordmarke |                                        |      |

| Jahr                       | Goldener Spieler     |
| -------------------------- | -------------------- |
| 1978                       | Vahid Halilhodžić    |
| 1980                       | Anatolij Demjanenko  |
| 1982                       | Rudi Völler          |
| 1984                       | Mark Hateley         |
| 1986                       | Manolo Sanchís       |
| 1988                       | Laurent Blanc        |
| 1990                       | Davor Šuker          |
| 1992                       | Renato Buso          |
| 1994                       | Luís Figo            |
| 1996                       | Fabio Cannavaro      |
| 1998                       | Francesc Arnau       |
| 2000                       | Andrea Pirlo         |
| 2002                       | Petr Čech            |
| 2004                       | Alberto Gilardino    |
| 2006                       | Klaas-Jan Huntelaar  |
| 2007                       | Royston Drenthe      |
| 2009                       | Marcus Berg          |
| 2011                       | Juan Mata            |
| 2013                       | Thiago               |
| 2015                       | William Carvalho     |
| 2017                       | Dani Ceballos        |
| Jahr                       | Spieler des Turniers |
| 2019                       | Fabián               |
| 2021                       | Fábio Vieira         |
| 2023                       | Anthony Gordon       |
| 2025                       | Harvey Elliott       |
| Spieler auch Europameister |                      |

## Varia
| Turnier               | Orte | Stadien | Meldungen 1 | Teams | Spiele | Tore | ø    | Zuschauer | Zuschauer ø | Gelbe Karten | ø    | Gelb-Rote Karten | ø    | Platzverweise/Rote Karten | ø    |
| --------------------- | ---- | ------- | ----------- | ----- | ------ | ---- | ---- | --------- | ----------- | ------------ | ---- | ---------------- | ---- | ------------------------- | ---- |
| 1994                  | 2    | 2       | 33          | 04    | 04     | 06   | 1,50 |           |             |              |      |                  |      |                           |      |
| 1996                  | 1    | 1       | 44          | 04    | 04     | 07   | 1,75 |           |             |              |      |                  |      |                           |      |
| 1998                  | 4    | 4       | 46          | 08    | 12     | 22   | 1,83 |           |             |              |      |                  |      |                           |      |
| 2000                  | 4    | 4       | 47          | 08    | 14     | 40   | 2,86 |           |             |              |      |                  |      |                           |      |
| 2002                  | 4    | 4       | 47          | 08    | 15     | 35   | 2,33 |           |             |              |      |                  |      |                           |      |
| 2004                  | 4    | 4       | 48          | 08    | 216 2  | 52   | 3,25 |           |             |              |      |                  |      |                           |      |
| 2006                  | 6    | 6       | 48          | 08    | 15     | 34   | 2,27 |           |             |              |      |                  |      |                           |      |
| 2007                  | 4    | 4       | 51          | 08    | 216 2  | 34   | 2,27 | 192.186   | 12.012      |              |      |                  |      |                           |      |
| 2009                  | 4    | 4       | 52          | 08    | 15     | 38   | 2,53 | 163.090   | 10.873      | 63           | 4,20 | 2                | 0,13 | 3                         | 0,20 |
| 2011                  | 4    | 4       | 53          | 08    | 216 2  | 36   | 2,25 | 101.000   | 06.313      | 79           | 4,94 | 2                | 0,13 | 2                         | 0,13 |
| 2013                  | 4    | 4       | 53          | 08    | 15     | 45   | 3,00 | 170.432   | 11.362      | 56           | 3,73 | 0                | 0,00 | 4                         | 0,27 |
| 2015                  | 3    | 4       | 53          | 08    | 15     | 37   | 2,47 | 162.994   | 10.866      | 45           | 3,00 | 2                | 0,13 | 2                         | 0,13 |
| 2017                  | 6    | 6       | 53          | 12    | 21     | 65   | 3,10 | 244.085   | 11.623      | 97           | 4,62 | 3                | 0,14 | 2                         | 0,10 |
| 2019 /                | 6    | 6       | 55          | 12    | 21     | 78   | 3,71 | 191.405   | 9.115       | 92           | 4,38 | 1                | 0,05 | 3                         | 0,14 |
| 2021 /                | 8    | 8       | 55          | 16    | 31     | 83   | 2,68 | 13.413    | 433         | 141          | 4,55 | 7                | 0,23 | 2                         | 0,06 |
| 2023 /                | 5    | 8       | 55          | 16    | 31     | 72   | 2,32 | 300.584   | 9.696       | 140          | 4,52 | 3                | 0,10 | 3                         | 0,10 |
| 2025                  | 8    | 8       | 53          | 16    | 31     | 101  | 3,26 | 250.492   | 8.080       | 129          | 4,16 | 3                | 0,10 | 5                         | 0,16 |
| 2027 /                | 8    | 8       | 53          | 16    | 31     |      |      |           |             |              |      |                  |      |                           |      |
| Jeweilige Rekordmarke |      |         |             |       |        |      |      |           |             |              |      |                  |      |                           |      |